# Сычовка (Киевская область)
Сычовка (укр. Сичівка) — село, входит в Вышгородский район Киевской области Украины.
Население по переписи 2001 года составляло 126 человек. Почтовый индекс — 07321. Телефонный код — 4596. Занимает площадь 0,9 км². Код КОАТУУ — 3221884803.

## Местный совет
07321, Київська обл., Вишгородський р-н, с.Любимівка, вул.Пролетарська,61